# Aphanomerus pusillus
Aphanomerus pusillus är en stekelart som beskrevs av Perkins 1905. Aphanomerus pusillus ingår i släktet Aphanomerus och familjen gallmyggesteklar. Inga underarter finns listade i Catalogue of Life.